# V milenio
El V milenio comprende el periodo de tiempo entre el 1 de enero de 4001 y el 31 de diciembre de 5000.

## Predicciones astronómicas
La Tierra experimentará 2360 eclipses solares.
En el 15 de septiembre del año 4479 el Cometa Swift Tuttle pasará cerca de la Tierra y podría ser un peligro para el planeta.

## Ciencia ficción
- Según Leonardo Da Vinci el fin del mundo ocurrirá en el año 4006.
- Gran parte de los sucesos ocurridos en la serie animada UnderWorld ocurren en en la década de los años 4000 y los años 4010
- El capítulo SB-129 de la serie de televisión Bob Esponja se ambienta en el V milenio, con fecha 6 de marzo de 4017.
- Gran parte de los sucesos de la serie Wayward Pines están ambientados entre los años 4014 y 4032.
- El capítulo "El Búho" de la serie Regular Show se ambienta en el año 4224.
- En el capítulo final de Hora de Aventura, titulado "Ven conmigo" ("Come Along With Me"), los descendientes de Finn y Jake, Sherry y Beth, acuden al rey de Ooo, BMO, para que les relate los pormenores de la última guerra chicle y la expulsión de Golb. Este diálogo sucede mil años después del hecho.
- El grupo estadounidense Zager & Evans compuso un tema que lleva por nombre "In the Year 2525", en el cual es mencionado el año 4545.

## Efemérides
- 15 de enero del 4001: Wikipedia cumple 2000 años.
- 11 de septiembre del 4001: se cumplen 2000 años del atentado de las Torres Gemelas.
- 18 de octubre de 4019: se cumplen 2000 años del "Estallido Social" en Chile.
- 30 de enero de 4020: se cumplen 2000 años de la declaración de emergencia sanitaria mundial por el virus de Covid-19.
- 8 de septiembre de 4022: se cumplen 2000 años de la muerte de la reina Isabel II.